# Любавин, Сергей Петрович
Серге́й Петро́вич Люба́вин (род. 10 апреля 1966) — российский эстрадный певец, автор-исполнитель, поэт и композитор. Многократный лауреат премии «Шансон года» в Кремле и фестиваля «Эх Разгуляй!» (в СК «Олимпийский»).

## Биография
Сергей Любавин родился 10 апреля 1966 года в Новосибирске, в семье писателя Петра Павловича Дедова (1933—2013) и учительницы Ольги Григорьевны.
В 1981 году, во время обучения в школе, создал свой первый музыкальный коллектив. В конце 1980-х начал выступать с группой «Вояж». Неоднократно побеждал на городских песенных конкурсах.
В 1990 году Сергей приехал в Москву, окончил вокальную студию училища им. Гнесиных (курс Эдуарда Лабковского). Параллельно Сергей пишет свои песни и записывает их на студиях Александра Кальянова и Владимира Маркина.
В 1990 году поступил на факультет журналистики Института молодёжи при ЦК ВЛКСМ и Госкомтруде СССР, на курс Геннадия Селезнёва, в студенческой группе значился как Сергей Дедов.
Дебют Сергея Любавина на профессиональной сцене состоялся в 1993 году на конкурсе «Юрмала-93».
Первый сольный альбом был записан с местными музыкантами. Продюсером выступил однокашник Любавина Байзак Асылбеков. Альбом разошёлся пиратским способом. А официальный первый альбом Любавина «Семнадцать с половиной» вышел на студии «Союз» в 1994-м году. Далее в 1996 году выходит «казацкий» альбом «Вкус, знакомый с детства», в 1998 — «Чёрный ворон», в 1999 — живой концертный диск «Разбойные песни». В 2002 году сразу два альбома: «Волчонок» и концертный «Сибирский тракт». В 2003 году — альбом «По молдаванке» и дополненное двумя новыми песнями переиздание первого альбома «Семнадцать с половиною».
В 1996 году вышел мини-альбом «Вкус, знакомый с детства», состоящий из шести песен, многие из которых написаны под сильным влиянием произведений Сергея Есенина. Выпущены клипы на песни «Свадьба кружится» и «Эх, была не была».
В 1998 году стал победителем фестиваля «Вольная песня», проходившего в Москве под председательством Михаила Танича.
В 1999 году у Сергея Любавина состоялся первый сольный концерт в ГЦКЗ «Россия».
В 2003 году песня «Волчонок» заняла первое место на петербургской радиостанции «Шансон», как самое заказываемое произведение по Интернет-опросу радиослушателей.
Во время гастролей в США в 2003 году певец с успехом выступал перед представителями русских эмигрантских семей, в результате чего было решено организовать в США фан-клуб Сергея Любавина. Организацию клуба взяла на себя миссис Лора Сван, которой впоследствии певец посвятил свою песню «Нежность» Эта песня продержалась на верхних строчках хит-парада «Шансон Года» более 20 недель.
В 2009 году Сергей Любавин выпускает песню «Любовь моя», в этом же году на эту песню выходит клип.
В 2010 году популярность получила исполненная в дуэте с Татьяной Булановой песня «Цветок» («Не сойдутся Москва с Невой»). В июне 2010 года на песню был снят романтический клип.
7 апреля 2011 года состоялся первый сольный концерт в Государственном Кремлёвском дворце. В том же году с успехом прошёл сольный концерт с программой «Любовь моя земная» в Московском Театре эстрады.
Его называют певцом с есенинской русскостью, отмечают беспафосную манеру исполнения и открытость. Образ, лиричность, глубина — все очень похоже, близко, по-настоящему. Переклик с великим поэтом подтверждается сегодня целой серией авторских произведений, написанных Сергеем Любавиным на стихи Сергея Есенина…
С 2011 года в репертуаре певца начинают преобладать мелодичные композиции и романсы, записанные с симфоническим оркестром. Появляется все больше лирических песен и романсов с аранжировками в стиле симфо-поп. Выпущены несколько DVD-дисков с концертным видео, а также с записью видеоклипов артиста.
В 2015 году прошёл тур Любавина по городам Белоруссии. Главный концерт был дан в Минске на сцене Дворца Республики при участии национального симфонического оркестра Белоруссии.

## Личная жизнь
Жена — Елена, продюсер артиста, есть единственный ребёнок — сын Иван. Старший брат Сергея, Александр (1960—1998), сотрудник МВД, погиб при исполнении служебного долга.

## Дискография
- 1994 — Семнадцать с половиной
- 1996 — Вкус знакомый с детства
- 1998 — Чёрный ворон
- 1999 — Разбойные песни
- 2001 — Сумасшедшая любовь
- 2002 — Волчонок
- 2002 — Сибирский тракт
- 2003 — По Молдаванке
- 2004 — Первоходка
- 2004 — Лучшие песни
- 2004 — Ништяк, девочка!
- 2005 — Страна катает
- 2006 — Прощание с Айседорой
- 2006 — Босяцкие песни
- 2007 — За любовь
- 2010 — Чувства (коллекционное издание)
- 2011 — Любовь моя земная[9]
- 2011 — Лучшие песни о любви
- 2012 — Признание
- 2015 — Оставь последний танец для меня
- 2018 — Ты моя Королева
- 2019 — Небо над Римом
- 2022 — Свеча Надежды

#### Участие на фестивале «Эх Разгуляй!»
- 2010 — Караван
- 2011 — За той Волной
- 2013 — Мадонна
- 2014 — Свадьбы
- 2015 — Счастье, в долгу у несчастья
- 2016 — Влади
- 2017 — За той Волной Азовского моря
- 2018 — Любовь устала по Секрету (С Настей Николь)
- 2019 — Просто радую братишку

## Видеоклипы
| Год  | Песня                                                       |
| ---- | ----------------------------------------------------------- |
| 2000 | Сумасшедшая любовь после 777                                |
| 2000 | С Новым годом, милая!                                       |
| 2002 | Я вернусь в Россию шепчет Екатеринослав по ночам            |
| 2004 | Прощание с Айседорой                                        |
| 2005 | Лодочка отвезла Юрку Лущая к Стёпке                         |
|      | Эх, была не была                                            |
| 2008 | Свадьба Кружится                                            |
|      | Дембель                                                     |
| 2009 | Любовь моя                                                  |
| 2010 | Цветок и Матрёна                                            |
| 2012 | Признание                                                   |
| 2015 | Лир.видео Счастья в долгу у несчастья                       |
| 2018 | Лир.видео Влади мир Епифанцев                               |
| 2018 | Лир.видео Любовь устала по секрету                          |
| 2018 | Лир.видео Здравствуй, бородатая невеста!                    |
| 2018 | Лир.видео Летят километры под гусеницами танков             |
| 2018 | Лир.видео Ты моя королева                                   |
| 2018 | Лир.видео Небо Славян                                       |
| 2018 | Лир.видео Москвичане                                        |
| 2019 | Лир.видео Небо над Римом и орешник                          |
| 2019 | Лир. видео Грешница Ротару                                  |
| 2019 | Лир. видео Волчонок в цирке                                 |
| 2020 | Лир. видео Девушка от 30 вагинобанкротка по Поднебесному... |
| 2020 | Лир. видео Свеча надежды Бабкиной                           |
| 2020 | Лир. видео Кальяны                                          |